# Groupe de NGC 5859
Le groupe de NGC 5859 comprend au moins six galaxies situées dans la constellation du Bouvier. La distance moyenne entre ce groupe et la Voie lactée est d'environ 73,0 Mpc (∼238 millions d'al). 

## Membres
Le tableau ci-dessous liste les six galaxies du groupe indiquées dans l'article de A.M. Garcia paru en 1993.
| Nom      | Class.  | Type                 | α (J2000.0)   | δ (J2000.0) | Vitesse radiale (km/s) | m                    | Distance (Mpc) | Diamètre (kal) |
| -------- | ------- | -------------------- | ------------- | ----------- | ---------------------- | -------------------- | -------------- | -------------- |
| NGC 5857 | SB(s)b  | Spirale barrée       | 15h 07m 27.3s | 19° 35′ 52″ | 4747 ± 2               | 13,1                 | 72,4 ± 5,1     | 87             |
| NGC 5859 | SB(s)bc | Spirale barrée       | 15h 07m 34.7s | 19° 34′ 56″ | 4760 ± 3               | 12,5                 | 72,6 ± 5,1     | 116            |
| UGC 9620 | SBbc    | Spirale barrée       | 14h 57m 11.2s | 19° 41′ 54″ | 4689 ± 3               | 13,9                 | 71,8 ± 5,0     | 97             |
| UGC 9622 | S?      | Spirale              | 14h 57m 21.3s | 19° 40′ 23″ | 4833 ± 10              | 13,7                 | 73,9 ± 5,1     | 112            |
| UGC 9672 | Sm      | Spirale magellanique | 15h 02m 41.6s | 19° 49′ 35″ | 4946 ± 3               | 15,712 ± 0,009 asinh | 75,5 ± 5,3     | 125            |
| UGC 9777 | Sb      | Spirale              | 15h 14m 15.1s | 20° 28′ 43″ | 4696 ± 4               | 14,0                 | 71,5 ± 5,0     | 98             |

Le site DeepskyLog permet de trouver aisément les constellations des galaxies mentionnées dans ce tableau ou si elles ne s'y trouvent pas, l'outil du site constellation permet de le faire à l'aide des coordonnées de la galaxie. Sauf indication contraire, les données proviennent du site NASA/IPAC.